# Rocket Internet
Rocket Internet SE est un startup studio fondé à Berlin en 2007 par les frères Samwer. L’entreprise détient des participations dans un grand nombre de start-ups issues d’internet et développées à l’international, comme Zalando, Foodora, eDarling, Glossybox, HelloFresh, Helpling, Home24, Westwing, Wimdu ou Zipjet. Depuis le 2 octobre 2014, Rocket Internet est coté à la Bourse de Francfort. En août 2016 Rocket Internet emploie près de 36 000 employés dans plus de 110 pays.  

## Fonctionnement
Le modèle économique de l'entreprise est basé sur l’adaptation et le perfectionnement de concepts de commerce en ligne à succès, souvent américains (ex : Groupon, Zappos), à d'autres pays comme l'Allemagne (ex : Citydeal). Les sites, lancés par Rocket Internet, ont parfois été rachetés par le site dont ils étaient la copie (c'est le cas pour Groupon et Citydeal en 2010).
La politique de ressources humaines de Rocket Internet est bien rodée : l'entreprise recrute des cofondateurs (Founder et Managing Director) de niveau MBA, souvent issus de banques d'investissements internationales ou d'entreprises de conseil, pour lancer le développement de nouvelles entreprises. Selon Rocket Internet, le processus de lancement d'une nouvelle startup prend 100 jours seulement[source insuffisante]. Rocket Internet a ainsi créé Zalando en Europe, Jabong en Inde, Lamoda en Russie ou The Iconic et Zanui en Australie.

## Histoire
Les projets passés sont notamment Citydeal (racheté pour 126 millions de dollars par Groupon). En avril 2016, Rocket Internet a vendu environ la moitié de ses actions restantes dans Lazada à Alibaba Group pour 137 millions de dollars. Ainsi, Alibaba a au total investi près d'un milliard de dollars dans l'entreprise créée par Rocket Internet en 2011.
En septembre 2017, Naspers annonce l'acquisition de la moitié de la participation de Rocket Internet dans Delivery Hero pour 660 millions d'euros, pour faire passer sa participation à 23,6 %.

## Entreprises construites par Rocket Internet
| - Carmudi - Carspring - Caterwings - Cuponation | - Dafiti - Daraz - Delivery Hero - Easy Taxi - Eatfirst | - Everdine - Everjobs - Foodora - Foodpanda - HelloFresh | - Helpling - Home24 - Jumia - Kaymu - LaModa | - Lazada - Lendico - Lyke - Namshi - Nestpick - Payflow | - Printvenue - Ridelink - Spotcap - Take Eat Easy (shut) - Tink | - TravelBird - Traveloka - Vaniday - Westwing - Wimdu | - Zalando - Zalora - Zipjet |

## Rocket Internet en France
Depuis janvier 2012, l'entreprise dispose de bureaux en France, dirigés par Sacha Poignonnec et Jérémy Hodara, tous deux issus du cabinet de conseil McKinsey. En France, Rocket Internet gère notamment une dizaine d'entreprises. C'est à Paris que se situe le siège principal de l'Africa Internet Group (AIG), un groupe d'entreprises d'internet opérant en Afrique avec des sites tels que Jumia, Hello Food et Jovago.